# Happy Tree Friends
«Happy Tree Friends» (HTF, укр. Щасливі лісові друзі) — американський анімаційний флеш- серіал у жанрі чорного гумору і трилеру про пригоди компанії симпатичних звіряток. Створений в США у 1999 році.

## Сюжет
Епізоди серіалу будуються за такою сюжетною моделлю: безтурботне проведення часу неодмінно обертається трагедією з летальним кінцем. Смерть персонажа може наставати з найрізноманітніших причин і супроводжується каліченням. При цьому навколишні персонажі, як правило, поводяться так, ніби нічого страшного не сталося, крім тих випадків, коли паніка може обернутися новими жертвами, що створює комічний ефект.

## Список серій
У першому сезоні (1999—2001) було випущено всього 27 серій. Всього в серіалі 183 серії. Мультсеріал випускався також на DVD.
| Сезон               | Епізоди | Епізоди | Оригінальний випуск | Оригінальний випуск | Оригінальний випуск |
| Сезон               | Епізоди | Епізоди | Перший випуск       | Останній випуск     | Мережа              |
| ------------------- | ------- | ------- | ------------------- | ------------------- | ------------------- |
| 1                   | 27      | 27      | 24 грудня 1999      | 20 жовтня 2001      | Mondo Media         |
| 2                   | 28      | 28      | 1 вересня 2002      | 15 грудня 2005      | Mondo Media         |
| Телевізійні епізоди | 13      | 13      | 25 вересня 2006     | 25 грудня 2006      | G4                  |
| 3                   | 25      | 25      | 24 жовтня 2007      | 29 березня 2013     | Mondo Media YouTube |
| 4                   | 9       | 9       | 14 червня 2013      | 6 березня 2014      | Mondo Media YouTube |
| Still Alive         | 5       | 5       | 7 грудня 2016       | 22 грудня 2016      | Mondo Media YouTube |

## Трансляція в Україні
Серіал був в нічному ефірі кабельного телеканалу QTV, в 2009 році. Також серіал транслюється на телеканалі MTV Україна.

## Історія
Концепція серіалу виникла з серії іронічних етюдів автора дитячих книжок Рода Монтіхо. Співробітники Mondo Media Обрі Анкрум і Кенн Наварро потім допомогли йому розвинути ідею в анімаційному короткометражному фільмі, який показував ранні версії «Щасливих лісових друзів». Вони придумали короткий фільм під назвою «Banjo Frenzy», у якому динозавр (попередня версія Лампі) вбиває трьох лісових тварин — білку, кролика та бобра за допомогою банджо.
Короткометражний фільм став настільки успішним, що Mondo Media незабаром замовила повний серіал, який був оприлюднений в Інтернеті. Після дебюту в 1999 році «Щасливі лісові друзі» отримували понад 15 млн переглядів щомісяця, заробляючи на рекламі понад 300 тис. доларів за епізод.
В січні 2011 року на офіційному сайті з'явилось кілька серій, які закінчуються написом «Happy Tree Friends is dead».
Технічно серіал «Щасливі лісові друзі» ніколи не скасовувався, нові епізоди були створені наприкінці 2016 року, хоча серіал і його персонажі не досягли того рівня слави, який вони мали в початку-середині 2000-х років.

## Сприйняття
Серіал зазнав критики через побоювання, що його стилізація під дитячий серіал може вводити батьків і дітей в оману. Бо на відміну від «Тома і Джеррі», де Том отримує покарання за свою агресію, в «Щасливих лісових друзях» смерті просто висміюються. В 2005 році американська письменниця та журналістка Кетрін Еллісон висловила свої враження з цього приводу у «The Washington Post» після того, як побачила, як її шестирічний син дивиться «Щасливих лісових друзів». Вона запропонувала, що серіал слід заборонити чи обмежити його рекламу.
У 2008 році Департамент захисту медіакультури Росії виніс попередження російському телеканалу 2×2 про трансляцію серіалу разом із серіалом «Пригоди Великого Джеффа», стверджуючи, що обидва вони «пропагують культ насильства та жорстокості, завдають шкоди здоров'ю, моральному та духовному розвитку дитини, посягають на суспільну моральність, що порушує ст. 4 Закону РФ „Про засоби масової інформації“, і навіть умови, передбачені ліцензією». Власники 2×2 не погодилися зняти серіал з показів, але потім виконали прохання.
У 2021 році, Октябрський районний суд Санкт-Петербурга заборонив серіал разом з деякими аніме, заявивши, що серіал «містить елементи жорстокості» і «перегляд мультсеріалу, безсумнівно, шкодить духовно-моральному вихованню і розвитку дітей раннього віку, суперечить притаманному російському гуманістичному характеру виховання».